# Passeinsatz

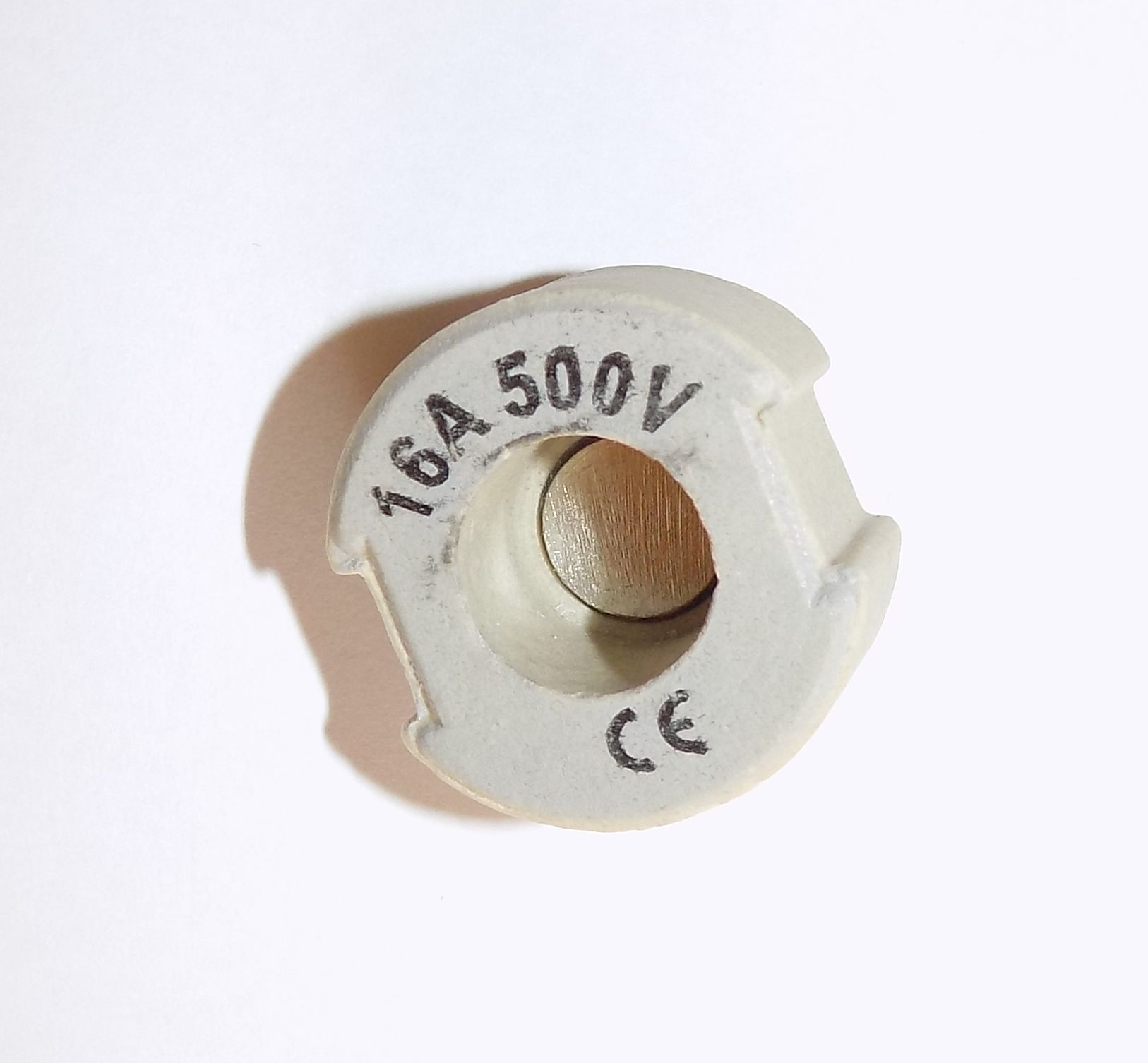
Diazedpasseinsatz, Bemessungsstrom 16 A

Als Passeinsatz (je nach Ausführung auch Passschraube, Passhülse oder Passring) wird in der Elektroinstallation eine Vorrichtung bezeichnet, die verhindern soll, dass eine Schraubsicherung mit einem höheren Bemessungsstrom als für den jeweiligen Stromkreis zulässig, in den Sicherungshalter eingesetzt wird.

## Beschreibung
Ein Passeinsatz wird von der Elektrofachkraft, in Hausinstallationen ist dies meist ein Elektroniker für Energie- und Gebäudetechnik oder Elektroinstallateur, im Sicherungssockel eingesetzt. Als Schmelzsicherung ist in diesem Kontext eine Neozed- oder Diazedsicherung gemeint, wie sie in Haushalten und Industriebetrieben zu finden ist. Die Arten von Schmelzsicherungen wie sie beispielsweise in Kraftfahrzeugen, in elektrischen Geräten oder auf elektronischen Platinen eingesetzt werden, behandelt dieser Artikel nicht.

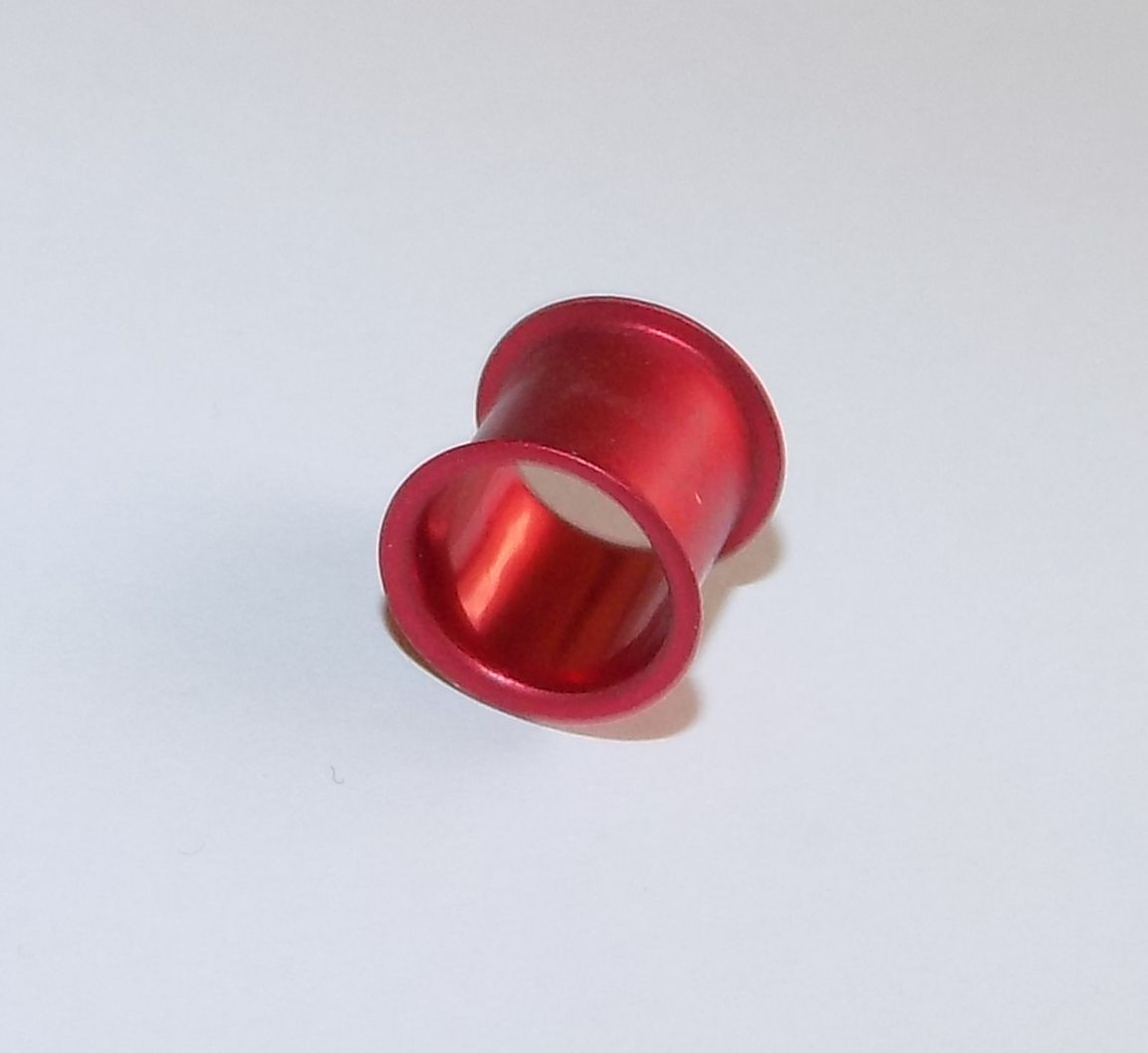
Neozedpasseinsatz 10 A

Die Montage (und Demontage) erfolgt durch ein Spezialwerkzeug, den Passeinsatzschlüssel oder den Passschraubenschlüssel. Der Passeinsatz soll verhindern, dass von Laien eine Schmelzsicherung irrtümlich oder vorsätzlich eingesetzt wird, die dem nachfolgenden Stromkreis bzw. dessen Ausführung nicht geeignet ist.

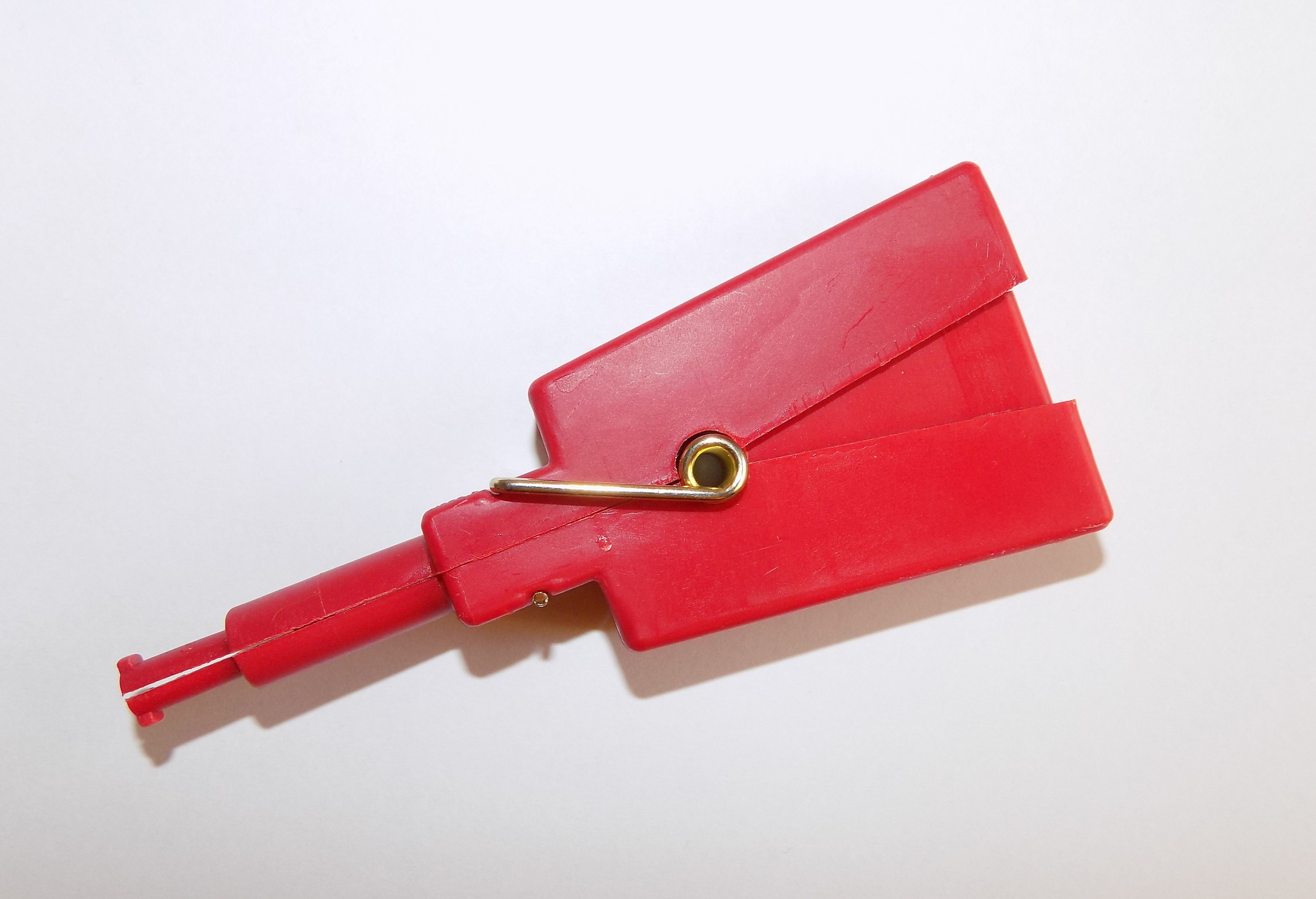
Neozedpasseinsatzschlüssel

Die inneren Durchmesser der Passeinsätze entsprechen den äußeren Durchmessern der Fußkontakte der entsprechenden Schmelzsicherungseinsätze. Entsprechendes gilt für die Kennfarben: Die Passeinsätze haben die gleichen Kennfarben wie der zugehörige Schmelzsicherungseinsatz mit dem höchsten zulässigen Bemessungsstrom. Schmelzsicherungseinsätze mit einem geringeren Bemessungsstrom als der Passeinsatz können eingesetzt werden.
Die nach ihrer jeweiligen Stromstärke entsprechenden Passeinsätze sind farblich gekennzeichnet:
| Nennstrom          | Farbe    | Durchmesser | Durchmesser | Durchmesser |
| Nennstrom          | Farbe    | D           | DL          | D0          |
| ------------------ | -------- | ----------- | ----------- | ----------- |
| 2 A                |  rosa    | 6 mm        | 8 mm        | 7,3 mm      |
| 4 A                |  braun   | 6 mm        | 8 mm        | 7,3 mm      |
| 6 A                |  grün    | 6 mm        | 8 mm        | 7,3 mm      |
| 10 A               |  rot     | 8 mm        | 8 mm        | 8,5 mm      |
| (13 A)             |  schwarz | 8 mm        |             | 8,5 mm      |
| 16 A               |  grau    | 10 mm       | 10 mm       | 9,7 mm      |
| 20 A               |  blau    | 12 mm       | 12 mm       | 10,9 mm     |
| 25 A               |  gelb    | 14 mm       |             | 12,1 mm     |
| (32 A) 35 A (40 A) |  schwarz | 16 mm       |             | 13,3 mm     |
| 50 A               |  weiß    | 18 mm       |             | 14,5 mm     |
| 63 A               |  kupfer  | 20 mm       |             | 15,9 mm     |